# هم‌نگاره
هم‌نگاره یا هوموگراف (homograph) واژه‌هایی هستند که شبیه هم نوشته می‌شوند اما معنی آنها متفاوت است، اگر تلفظ آن‌ها هم متفاوت باشد به آن هم‌نگاشت می‌گویند.

## در فارسی
ملک
1. مِلْک (تلفظ می‌شود [melk]) یا دارایی
2. مَلَک (تلفظ می‌شود [mælæk]) یا فرشته
3. مَلِک (تلفظ می‌شود [mælek]) یا شاه
4. مَلِک (تلفظ می‌شود [mælek])، از نام‌های خدا در اسلام
5. مُلْک (تلفظ می‌شود [molk]) یا کشور